# Pilar Varela
Pilar Varela Díaz (Avilés, Asturias, 25 de febrero de 1960) es una política española. Entre 2007 y 2015 fue la alcaldesa de Avilés por el PSOE, siendo la primera de la historia de la ciudad asturiana. Entre 2015 y 2019 fue consejera de Servicios y Derechos Sociales del Gobierno del Principado de Asturias. Entre 2023 y 2024, fue directora general de Planificación, Innovación y Gestión de la Formación Profesional en el Ministerio de Educación.

## Biografía
Pilar Varela nació en el barrio avilesino de Llaranes. Es diplomada en Magisterio y Licenciada en Pedagogía por la Universidad de Oviedo. Se afilió al PSOE en 1997. Entre 1981 y 1987 asumió diferentes responsabilidades en la Juventud Obrera Cristiana de España (JOCE) en Asturias y Cantabria, organización juvenil de la que fue presidenta estatal entre 1984 y 1987.
Entre 1987 y 1992 desarrolló diferentes tareas para la Comisión Europea en relación con iniciativas y programas de empleo para jóvenes. Fue directora de Formación en Ciudad Industrial Valle del Nalón (1992-1999).
En el año 1999 formó parte de la candidatura del PSOE, encabezada por Santiago Rodríguez Vega, al Ayuntamiento de Avilés, resultando elegida concejala y asumiendo la concejalía de Hacienda y Políticas Activas de Empleo. Repite en la candidatura de las elecciones municipales de 2003 y asumió la concejalía de Hacienda y Promoción Económica. Como consecuencia de esta responsabilidad, fue miembro de la Comisión Ejecutiva de la Fundación del Metal de Asturias.
En las elecciones municipales de 2007, encabezó la candidatura del PSOE en sustitución de Belén Fernández. Fue la candidata más votada, resultando elegida alcaldesa de Avilés, sucediendo al también socialista Santiago Rodríguez Vega. Fue reelegida en las elecciones municipales de 2011. En las elecciones de mayo de 2015 opta por no presentarse de nuevo a la reelección. A partir del 13 de junio de 2015 le sustituye en el cargo su compañera Mariví Monteserín.
Desde el 29 de julio de 2015 hasta el 25 de julio de 2019 fue consejera de Servicios y Derechos Sociales del Gobierno de Asturias en el Segundo Gobierno del presidente Javier Fernández.
Desde septiembre de 2019 a septiembre de 2023 fue directora gerente del Servicio público de empleo del Principado de Asturias (Sepepa).
En diciembre de 2023 fue nombrada directora general de Planificación, Innovación y Gestión de la Formación Profesional en el Ministerio de Educación, cargo en el que cesó en junio de 2024.